# Leptusa virginica
Leptusa virginica är en skalbaggsart som först beskrevs av Thomas Casey 1911.  Leptusa virginica ingår i släktet Leptusa och familjen kortvingar. Inga underarter finns listade i Catalogue of Life.